# Mentuhotep II
Mentuhotep II (  Hor Samtawy) (... – 2013 a.C.) è stato un faraone appartenente alla XI dinastia egizia. È ricordato per essere stato il faraone che, ponendo fine al primo periodo intermedio, ha traghettato l'Egitto verso il medio regno, riunificando il paese dopo un periodo di instabilità e frammentazione.

## Biografia
Mentuhotep (II), figlio di Antef (III) e della regina Iah, è considerato il fondatore del Medio Regno, unificatore dell'Alto e Basso Egitto, al punto che alcuni storici dividono la dinastia in due parti ascrivendo al Regno Medio solo i sovrani da lui in poi.
L'esatta identità di questo sovrano è stata a lungo fonte di dibattito a causa del triplo cambiamento di nome avvenuto durante il suo lungo regno.

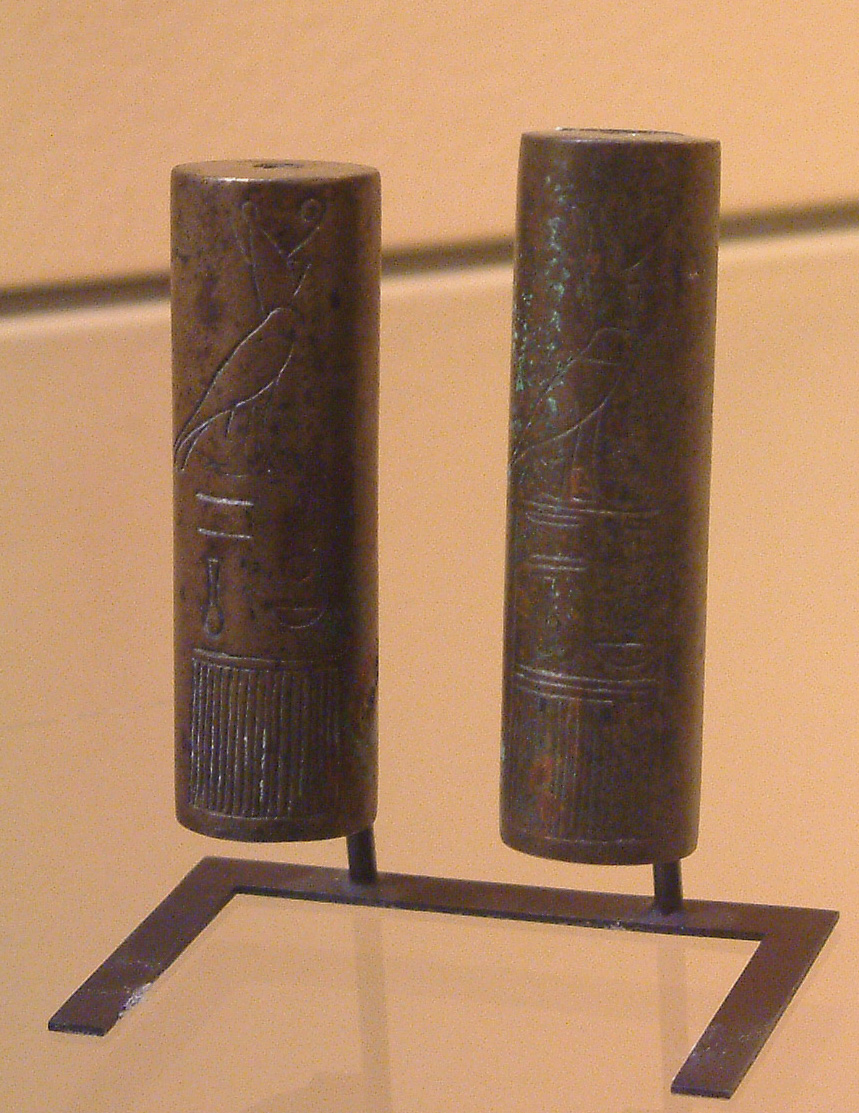
Sigilli a rullo in bronzo con il nome di Samtawy Nebepetra.Museo del Louvre, Parigi

Mentuhotep salì al trono con il nome Horo di Seankhibtawy e senza adottare il titolo di Re dell'Alto e Basso Egitto (nesut biti).
Nel 14º anno di regno, dopo aver represso una rivolta nei distretti tiniti cambiò il nome Horo in Netjerhedjet ed assunse anche i titoli nebti e nesut biti.
Iniziò a questo punto una lunga lotta, che durerà fino al 40º anno del suo regno, per sottomettere i governatori provinciali della regione del delta del Nilo.
Mentuhotep, raggiunto il suo l'obiettivo, cambiò ancora una volta nome Horo adottando ora la completa titolatura dei sovrani dell'Antico Regno.
Un fatto analogo, il cambio di nome Horo in seguito ad una riunificazione del potere, si era già verificato al termine della II dinastia, con Khasekhemui.
In politica interna Mentuhotep operò soprattutto per ridurre il potere dei governatori provinciali, pur senza poterne abolire l'incarico; favorì la nascita di un ceto commerciale e riaprì le cave di pietra di Assuan, Uadi Hammamat, Hatnub.
In politica estera si occupò principalmente della difesa della regione del delta del Nilo rendendone sicuri i confini orientali ed occidentali.

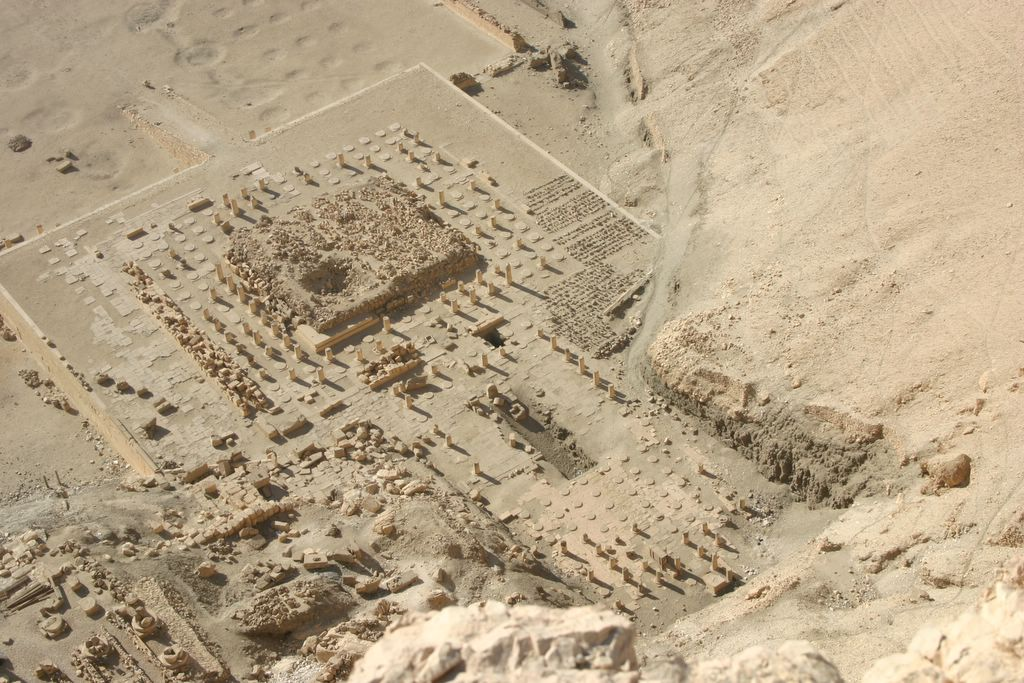
veduta aerea del tempio funebre di Mentuhotep a Deir el Bahari

La notizie che ci sono pervenute citano campagne rivolte contro Temehu e Tenehu, popoli nomadi stanziati in Libia, e contro gli Amu della Terra di Djahi, i Setjetiu e i Mentju, popoli nomadi della penisola del Sinai. In una occasione gli antichi egiziani inseguirono gli avversari fino al fiume Leonte, all'altezza di Tiro.
Mentuhotep riaprì anche la pista commerciale che da Copto conduce al Mar Rosso, riaprendo i collegamenti con Punt.
In direzione sud l'espansione del regno superò la I cateratta garantendo lo sfruttamento delle miniere d'oro della Nubia, come quelle di Berenice Pancrisia, ed il controllo dell'oasi di Kurkur.
Consorte del sovrano fu la regina Tem anche se il re sposò anche Neferu, sorella o sorellastra.
Mentuhotep fu sepolto in un complesso funerario eretto nell'anfiteatro roccioso di Deir el-Bahari.

### Funzionari reali
Il sovrano riorganizzò lo Stato e mise un visir a capo dell'amministrazione. I visir del suo regno furono Bebi e Dagi. Il suo tesoriere era Kheti che era coinvolto nell'organizzare la festa di sed per il re. Tra gli altri importanti funzionari vi erano il tesoriere Meketre e il sovrintendente dei portasigillo Meru. Il suo generale era Intef.

## Liste Reali
| N5 · nb | P8 |

| N5 · nb | P8 |

| N5 · nb | P8 |

| N5 · nb | P8 |

| N5 · nb | P8 |

| N5 · nb | P8 |

| N5 · nb | P8 |

| N5 · nb | P8 |

| N5 · nb | P8 |

| N5 · nb | P8 |

| N5 · nb | P8 |

| N5 · nb | P8 |

| N5 · nb | P8 |

| N5 · nb | P8 |

| N5 · nb | P8 |

| N5 · nb | P8 |

| N5 · nb | P8 | HASH |

| N5 · nb | P8 | HASH |

| N5 · nb | P8 | HASH |

| N5 · nb | P8 | HASH |

| N5 · nb | P8 | HASH |

| N5 · nb | P8 | HASH |

| N5 · nb | P8 | HASH |

| N5 · nb | P8 | HASH |

| N5 | nb | P8 |

| N5 | nb | P8 |

| N5 | nb | P8 |

| N5 | nb | P8 |

| N5 | nb | P8 |

| N5 | nb | P8 |

| N5 | nb | P8 |

| N5 | nb | P8 |

## Titolatura
Appena salito al trono:
| G5 |

| G5 |

| S29 | S34 | F34 · N16 · N16 |

| S29 | S34 | F34 · N16 · N16 |

| S29 | S34 | F34 · N16 · N16 |

| S29 | S34 | F34 · N16 · N16 |

| S29 | S34 | F34 · N16 · N16 |

| S29 | S34 | F34 · N16 · N16 |

| S29 | S34 | F34 · N16 · N16 |

| S29 | S34 | F34 · N16 · N16 |

| G16 |

| G16 |

| G8 |

| G8 |

| M23 · X1 | L2 · X1 |

| M23 · X1 | L2 · X1 |

|                | \| \| \| non utilizzato \| \| \| |
|                |                                  |
| non utilizzato |                                  |
|                |                                  |

|                |
| non utilizzato |
|                |

| G39 | N5 |

| G39 | N5 |

| Y5 · n · V13 | G43 | R4 · X1 · Q3 |

| Y5 · n · V13 | G43 | R4 · X1 · Q3 |

| Y5 · n · V13 | G43 | R4 · X1 · Q3 |

| Y5 · n · V13 | G43 | R4 · X1 · Q3 |

| Y5 · n · V13 | G43 | R4 · X1 · Q3 |

| Y5 · n · V13 | G43 | R4 · X1 · Q3 |

| Y5 · n · V13 | G43 | R4 · X1 · Q3 |

| Y5 · n · V13 | G43 | R4 · X1 · Q3 |

Dopo la sconfitta delle ultime resistenze tinite (14º anno di regno):
| G5 |

| G5 |

| R8 | S2 |

| R8 | S2 |

| R8 | S2 |

| R8 | S2 |

| R8 | S2 |

| R8 | S2 |

| R8 | S2 |

| R8 | S2 |

| G16 |

| G16 |

| R8 | S2 |

| R8 | S2 |

| G8 |

| G8 |

| M23 · X1 | L2 · X1 |

| M23 · X1 | L2 · X1 |

| ra · nb | Aa5 |

| ra · nb | Aa5 |

| ra · nb | Aa5 |

| ra · nb | Aa5 |

| ra · nb | Aa5 |

| ra · nb | Aa5 |

| ra · nb | Aa5 |

| ra · nb | Aa5 |

| G39 | N5 |

| G39 | N5 |

| Y5 · n · V13 | G43 | R4 · X1 · Q3 |

| Y5 · n · V13 | G43 | R4 · X1 · Q3 |

| Y5 · n · V13 | G43 | R4 · X1 · Q3 |

| Y5 · n · V13 | G43 | R4 · X1 · Q3 |

| Y5 · n · V13 | G43 | R4 · X1 · Q3 |

| Y5 · n · V13 | G43 | R4 · X1 · Q3 |

| Y5 · n · V13 | G43 | R4 · X1 · Q3 |

| Y5 · n · V13 | G43 | R4 · X1 · Q3 |

Dopo la riunificazione dell'Alto e Basso Egitto (40º anno di regno):
| G5 |

| G5 |

| F36 | N16 · N16 |

| F36 | N16 · N16 |

| F36 | N16 · N16 |

| F36 | N16 · N16 |

| F36 | N16 · N16 |

| F36 | N16 · N16 |

| F36 | N16 · N16 |

| F36 | N16 · N16 |

| G16 |

| G16 |

| F36 | N16 · N16 |

| F36 | N16 · N16 |

| G8 |

| G8 |

| N29 · G5 · S12 | H6 | H6 |

| N29 · G5 · S12 | H6 | H6 |

| M23 · X1 | L2 · X1 |

| M23 · X1 | L2 · X1 |

| ra · nb | P8 |

| ra · nb | P8 |

| ra · nb | P8 |

| ra · nb | P8 |

| ra · nb | P8 |

| ra · nb | P8 |

| ra · nb | P8 |

| ra · nb | P8 |

| G39 | N5 |

| G39 | N5 |

| Y5 · n · V13 | G43 | R4 · X1 · Q3 |

| Y5 · n · V13 | G43 | R4 · X1 · Q3 |

| Y5 · n · V13 | G43 | R4 · X1 · Q3 |

| Y5 · n · V13 | G43 | R4 · X1 · Q3 |

| Y5 · n · V13 | G43 | R4 · X1 · Q3 |

| Y5 · n · V13 | G43 | R4 · X1 · Q3 |

| Y5 · n · V13 | G43 | R4 · X1 · Q3 |

| Y5 · n · V13 | G43 | R4 · X1 · Q3 |

Come gà accennato il cambiamento del "Nome di Trono" ha comportato, per un certo tempo, l'ipotesi che si trattasse in realtà di due diversi sovrani

## Altre datazioni
| Autore        | Anni di regno         |
| ------------- | --------------------- |
| Grimal        | 2061 a.C. - 2009 a.C. |
| Malek         | 2050 a.C. - 1999 a.C. |
| von Beckerath | 2046 a.C. - 1995 a.C. |